# Cuve de los Marcos
Cuve de los Marcos är en ort i Mexiko.   Den ligger i kommunen El Higo och delstaten Veracruz, i den sydöstra delen av landet, 260 km norr om huvudstaden Mexico City. Cuve de los Marcos ligger 34 meter över havet och antalet invånare är 343.
Terrängen runt Cuve de los Marcos är platt. Runt Cuve de los Marcos är det ganska glesbefolkat, med 34 invånare per kvadratkilometer. Närmaste större samhälle är San Vicente Tancuayalab, 4,9 km nordväst om Cuve de los Marcos. Trakten runt Cuve de los Marcos består till största delen av jordbruksmark.